# Passandridae

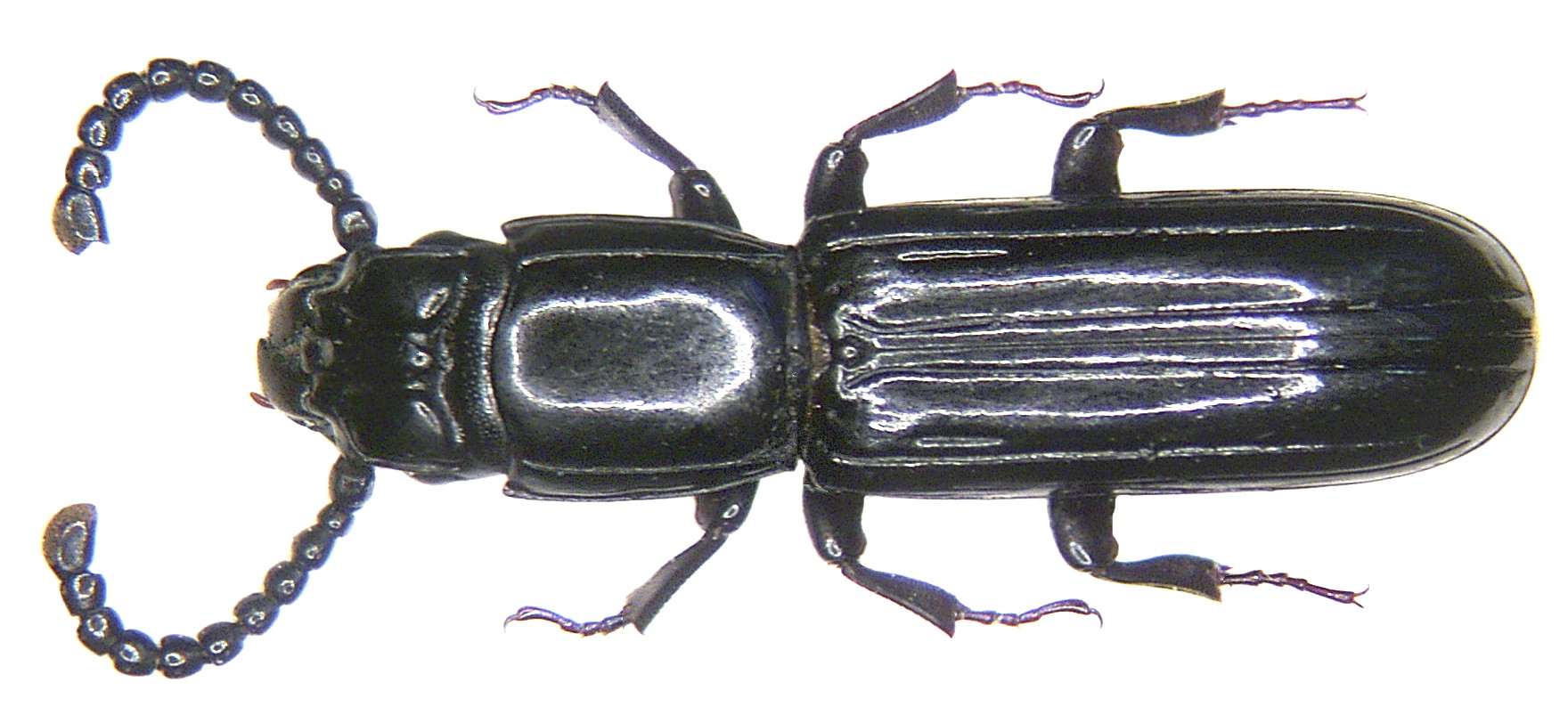
Passandra heros

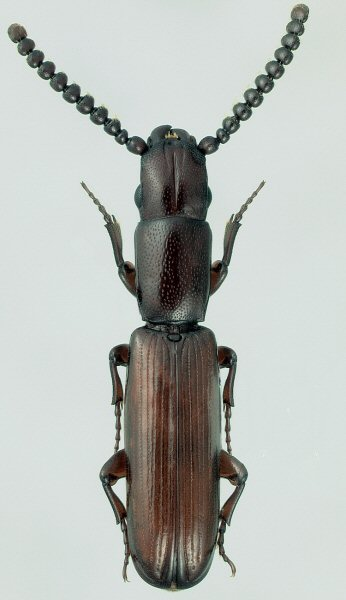
Taphroscelidia linearis

Passandridae – rodzina chrząszczy z podrzędu wielożernych.

## Zasięg występowania
Przedstawiciele Passandridae występują w większości obszarów świata, najliczniej w ciepłym klimacie.

## Budowa ciała
Głowa i przedtułów z rysunkiem linii i rowków. Policzki rozszerzone ku przodowi na kształt zaokrąglonych płytek przykrywających szczęki. Szwy guli zbiegające się ku sobie. Pokrywy mocniej lub słabiej podłużnie bruzdowane. Wgłębienie biodrowe środkowej pary odnóży ograniczone bocznie przez sterny. Stopy wszystkich par odnóży u obu płci złożone z 5 tarsomerów. Użyłkowanie tylnej pary skrzydeł wyraźne.

## Biologia i ekologia
Larwy są ektopasożytami owadów żyjących w drewnie, zwłaszcza kózkowatych. Sposób odżywiania postaci dorosłych jest nieznany.

## Systematyka
Do Passandridae zaliczanych jest ponad 100 gatunków zgrupowanych w 9 rodzajach:
- Ancistria
- Aulonosoma
- Catogenus
- Nicolebertia
- Passandra
- Passandrella
- Passandrina
- Scalidiopsis
- Taphroscelidia